# Fangoria (rivista)
Fangoria è una rivista statunitense dedicata al cinema dell'orrore, pubblicata a partire dal 1979.

## Storia
I primi sei numeri della rivista sono dedicati al cinema fantastico, nell'intento di affiancare la popolare rivista di fantascienza Starlog. A partire dal numero 7, il magazine si dedica prevalentemente al genere horror. La popolarità di Fangoria cresce rapidamente sotto la guida degli editor Robert Martin, David Everitt, Anthony Timpone, Chris Alexander e Ken Hanley, e l'attenzione della rivista contribuisce a lanciare fenomeni cinematografici come La casa (The Evil Dead). Fra gli anni ottanta e i novanta ne vengono pubblicate edizioni estere, con redazioni autonome in vari paesi, fra cui l'Italia, il Giappone e la Cecoslovacchia. Minacciata dalla crisi della carta stampata, nel 2018 la rivista viene acquistata dalla società americana Cinestate, che ne cura il rilancio editoriale.